# Septième augmentée

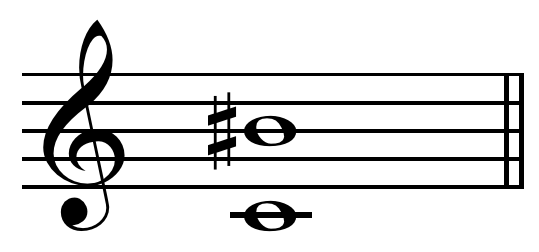
Une septième augmentée Do-Si dièse.

En musique, la septième augmentée est un intervalle de douze demi-tons. C'est une septième majeure à laquelle est rajoutée un demi-ton. Dans le tempérament égal à 12 demi-tons, la septième augmentée est strictement égale à une octave.